# Вампал (викопний кит)
Вампал (Vampalus) — викопний кит міоценового часу.
Рештки цього викопного кита було знайдено поблизу села Саясан Ножай-Юртівського району Чеченської Республіки (Росія). Вік знахідки 10—5,5 млн років (міоцен). Він одержав назву Вампал (Vampalus).
Цей кит мав у довжину 2,5—3 м, з боків його тіла розташовувалися короткі (довжина плечової та ліктьової кісток близько 35 см) передні кінцівки, а довгий хвіст служив основним рушієм. Ніздрі вампала вже зрушили на верхню частину черепа, зайнявши типове для китів положення на маківці. Судячи з будови скелета, це був чудовий плавець з активною харчовою стратегією.
Там, де мешкали ці хижаки, у східній частині міоценового океану Паратетіс, 5—10 млн років тому існувало більш-менш замкнуте солонувате море. Але саме там і з'явилися вампали, там проходила еволюція цих швидких ловців дрібної риби та криля. А коли східний Паратетіс розширився і з'єднався із західним своєю ділянкою, то вампали розселилися, попутно давши початок іншим родам вусатих китів, що поширилися вже по всіх океанах планети. Так що вампали були архаїчними представниками цетотеріїв — ранніх вусатих китів. Самих вампалів віднесли до групи герпетоцетин (Herpetocetinae), однієї з двох підродин цетотеріїв. Їх характеризує крім іншого будова кісточок внутрішнього вуха і його обрамлення. Цей комплекс видозмінюється у зв'язку зі зміною конфігурації черепа, так що він побічно відображає пристосування китів до різних способів живлення і руху. Із сучасних китів до цієї групи найбільш близький сірий кит.
Припускається, що предки вампалів і, відповідно, герпетоцетин зародилися в східному і західному Паратетісі (в тому числі там, де зараз розташована Чеченська Республіка), так що саме в цьому місці слід шукати форми, ключові для еволюції вусатих китів — новий матеріал такої якості та такої давнини надто цінні. Трохи раніше саме з західного Паратетіса (нині це територія Адигеї) був описаний ще один рід викопних вусатих китів. Його назвали Курдалагон — на честь міфічного небесного коваля, що вимагає до себе безумовної поваги.